# Kalonda
Kalonda es un municipio del distrito de Lučenec en la región de Banská Bystrica, Eslovaquia, con una población estimada a final del año 2024 de 195 habitantes.
Se encuentra ubicado en el centro-sur de la región, en el valle del río Ipoly —un afluente izquierdo del Danubio— y cerca de la frontera con Hungría.

## Demografía
| Año        | 1994 | 2004     | 2014    | 2024    |
| ---------- | ---- | -------- | ------- | ------- |
| Población  | 203  | 233      | 214     | 195     |
| Diferencia |      | +14,77 % | −8,15 % | −8,87 % |

| Año        | 2023 | 2024    |
| ---------- | ---- | ------- |
| Población  | 196  | 195     |
| Diferencia |      | −0,51 % |